# کالینگتون، استرالیای جنوبی
کالینگتون (به انگلیسی: Callington) یک شهرک در استرالیا است که در استرالیای جنوبی واقع شده‌است.